# Jeong Yi Hyun
Jeong Yi Hyun (coreà: 정이현)  (Seül, 28 de novembre de 1972) és una novel·lista sud-coreana.

## Biografia
Nasqué a Seül; es graduà en la Universitat Sungshin i en l'Institut d'Arts de Seül estudià Escriptura Creativa. Comença la seua carrera literària al 2001. Guanya el premi de Nou Escriptor de l'Any i el de Literatura i Societat al 2002. Després d'això, el seu relat "La tristesa d'uns altres" (타인의 고독) rebé el Premi Literari Lee Hyo-seok i del "Centre comercial Sampoong" rebé el Premi de Literatura Moderna.

## Obres
Descriu cites, matrimonis, carreres, desigs i conflictes de la dona de ciutat. Es caracteritza per descriure-ho de manera aguda i alegre. La meva dolça ciutat la llança a la fama i inicia el que s'anomena "literatura chic coreana". La meva dolça ciutat descriu de manera exacta la vida d'una dona de trenta anys. S'adaptà com a sèrie televisiva.